# Júcar
A Júcar (valenciai nyelven: Xúquer) Spanyolország egyik jelentős folyója.

## Földrajz
A Júcar Cuenca tartományban, egy Ojos de Valdeminguete nevű helyen ered a Montes Universales hegységben, 1506 m-es tengerszint feletti magasságban. Közel 500 km hosszú utat tesz meg, mire Cullera mellett eléri a Földközi-tengert: ezalatt fő folyásiránya kezdetben dél, később kelet, de mindvégig erősen kanyarog. Medre elsősorban felső folyásán, a hegyvidéki területeken többször összeszűkül és kiszélesedik, időnként mély kanyonokban folyik: ezek közül a leglátványosabb az Albacete tartományban található Júcar-kanyon, ahol a folyót kísérő sziklafalak akár a 100 méteres magasságot is elérik. A Júcaron számos gátat építettek, víztározókat kialakítva: ezeket egyrészt áramtermelésre, másrészt öntözésre, harmadrészt a települések (főleg Valencia) ivóvízellátására hasznosítják. A La Ribera-i síkságon (Alberique és a La Albufera-i tó között) főként narancs- és rizsültetvényeket lát el vízzel.
Vízhozama tavasszal a legmagasabb, amikor mellékfolyóin keresztül a hegyekben olvadó hóból nagy mennyiségű víz érkezik bele.
Legjelentősebb mellékfolyója a Cabriel, további fontos mellékvizei jobb oldalon a Cantabant, az Escalona, a Belmontejo, a Sellent, az Albaida és a Magro, bal oldalon a Huécar, a Moscas, a Valdemembra és az Abengibre.

## Élővilág
A folyópartot sokhelyütt erdők kísérik, a magasabb részeken leginkább fehér nyárasok, az alacsonyabbakon füzek, de jelen vannak az égerek, a szilek és a fekete nyárak is, a tengerhez közelebbi részeken pedig a leanderek és a tamariskák.
A torkolat közelében, ahol a tenger miatt sósabb a talaj, szárazság- és/vagy sótűrő növények jellemzők, például a homoknád, az Euphorbia paralias nevű kutyatej, a Sporobolus pungens nevű perjeféle, a tengeri nárcisz, az Ononis natrix nevű hüvelyes, a Thymelaea hirsuta nevű mályvavirágú és a tollfű, de megjelenik a ritka Limoniastrum monopetalum nevű ólomgyökérféle is. A nedvesebb, termékenyebb talajú részek jellemző növényei a közönséges nád és a sövényszulák, a még vizesebb területeken pedig az éles télisás, valamint egyéb sás- és gyékényfajok telepedtek meg. (Ezekből a helyiek régen gyakran fontak kosarakat, szőnyegeket és székeket.) A torkolatvidéken 1986-ban hozták létre a mintegy 7800 hektáros Júcar-delta Natúrpark nevű természetvédelmi területet.
A Júcar messze földön ismert nagy halállományáról, emiatt rengeteg horgász érkezik ide. A fő halfajok közé tartoznak a pontyok, a harcsák, a fogasok és a fekete sügérek. A torkolattól Albacetéig tengeri halak (például farkassügér és közönséges villásmakréla) is előfordulnak a folyóban.

## Története
1982. október 20-án a Júcar folyón található Tousi-víztározó gátja átszakadt, másodpercenként mintegy 16 000 m³ vízzel árasztva el a völgyet. Spanyolország történetének egyik legsúlyosabb természeti katasztrófájában több mint 30 ember halt meg.

## Képek

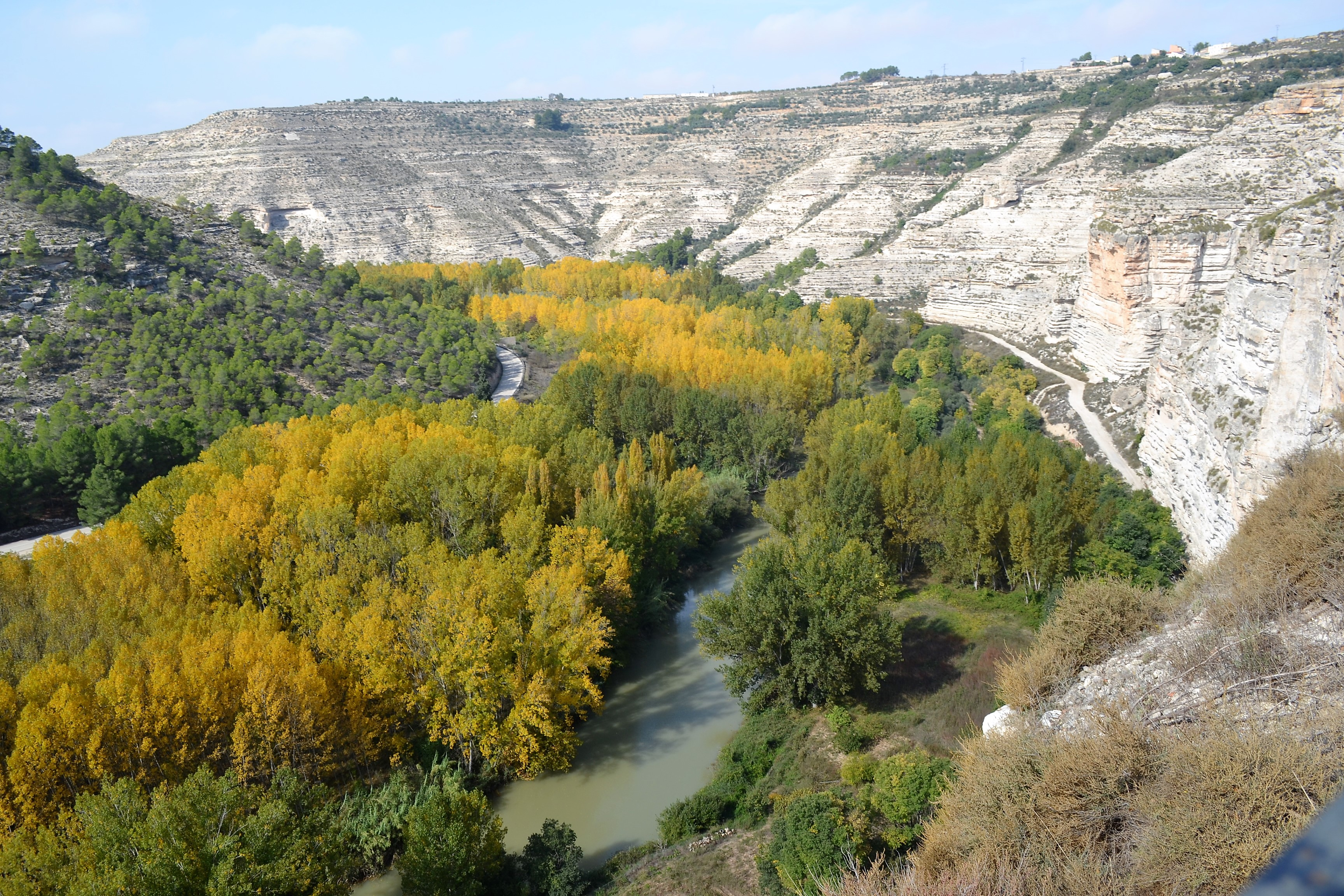
Mély folyóvölgy Alarcón közelében
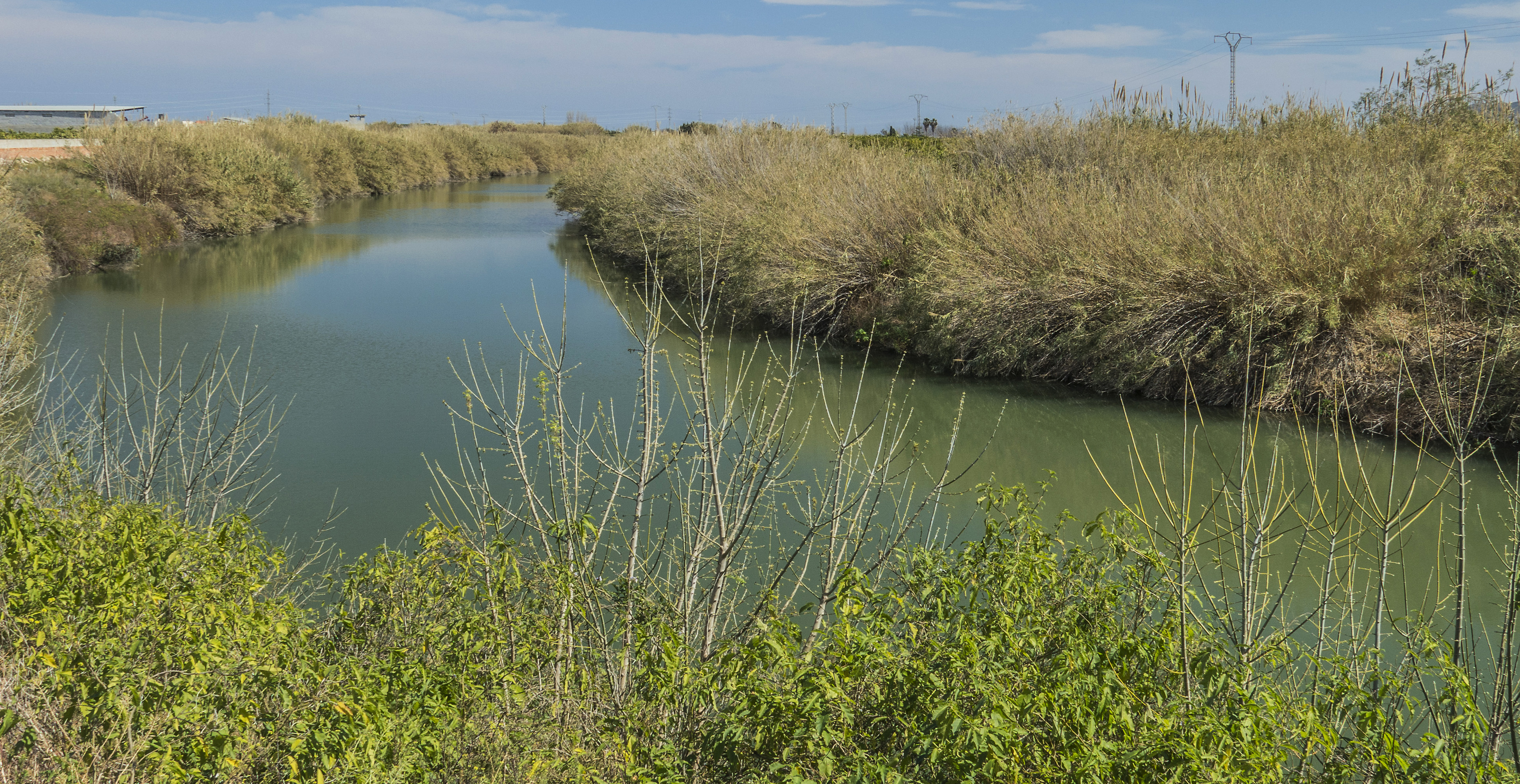
A Júcar alsó folyása Fortaleny térségében
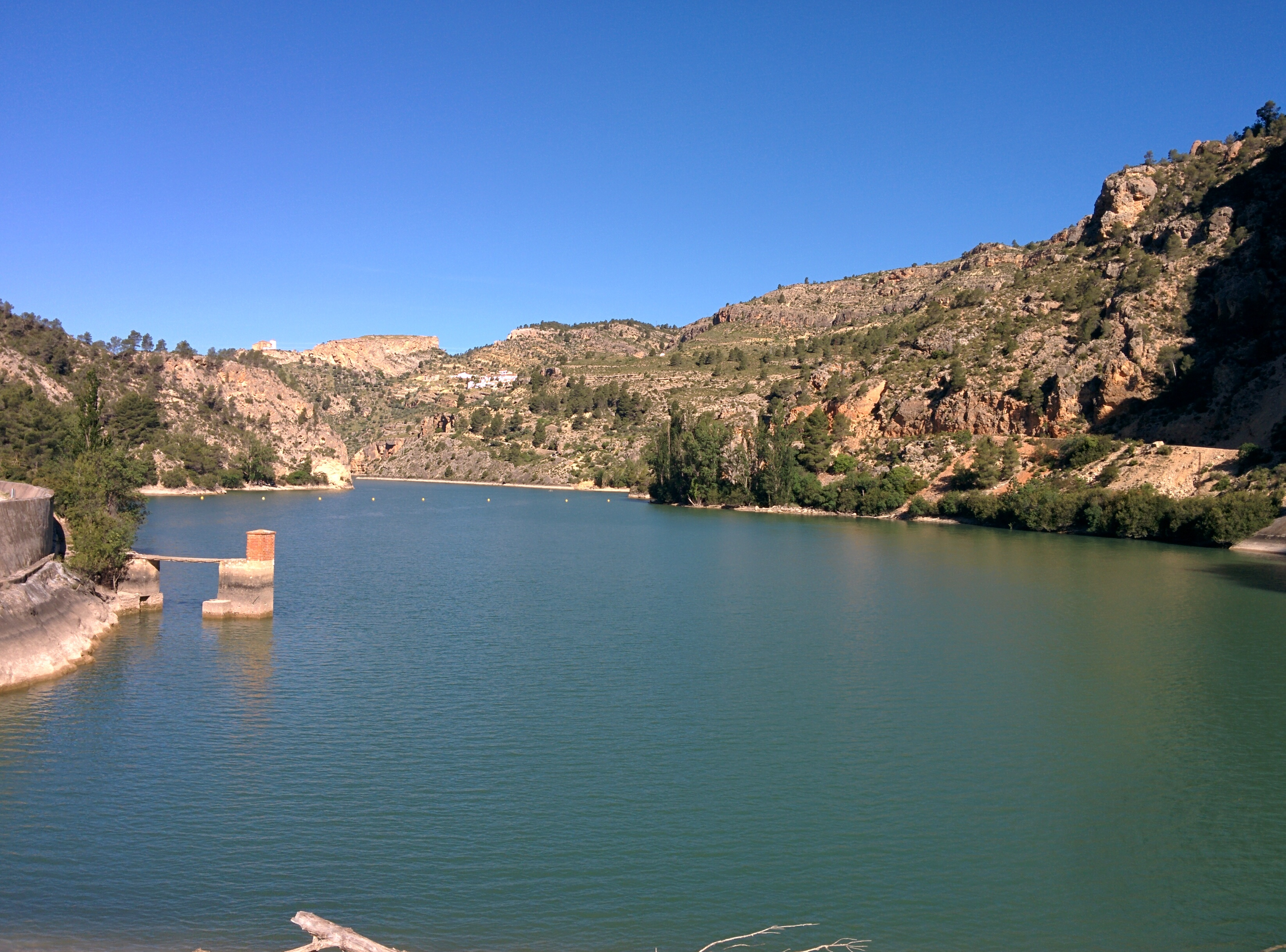
Az El Molinar-víztározó
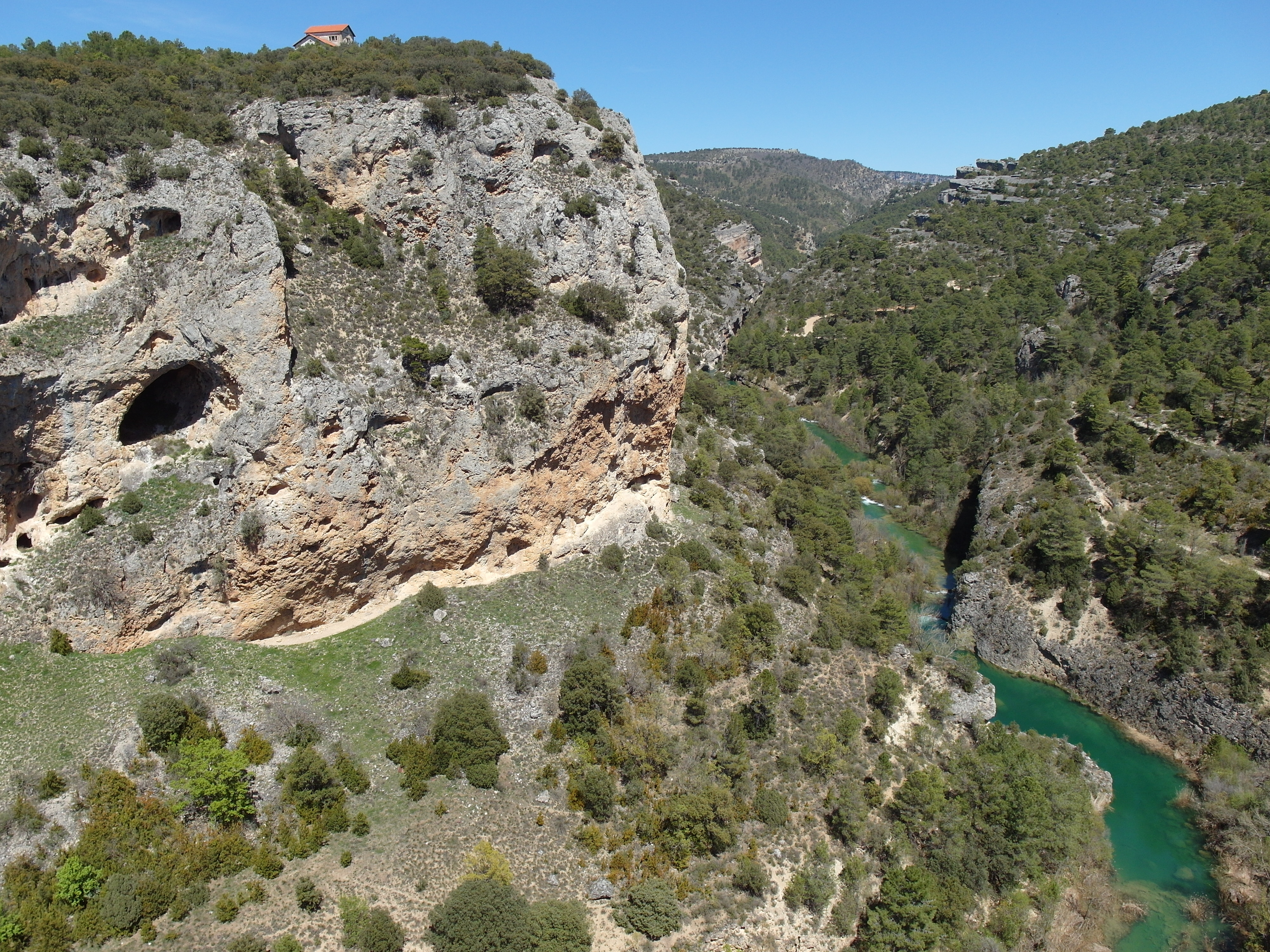
„Az ördög ablaka” kilátóhely a folyó fölött (Villalba de la Sierra mellett)